# 逢妻駅

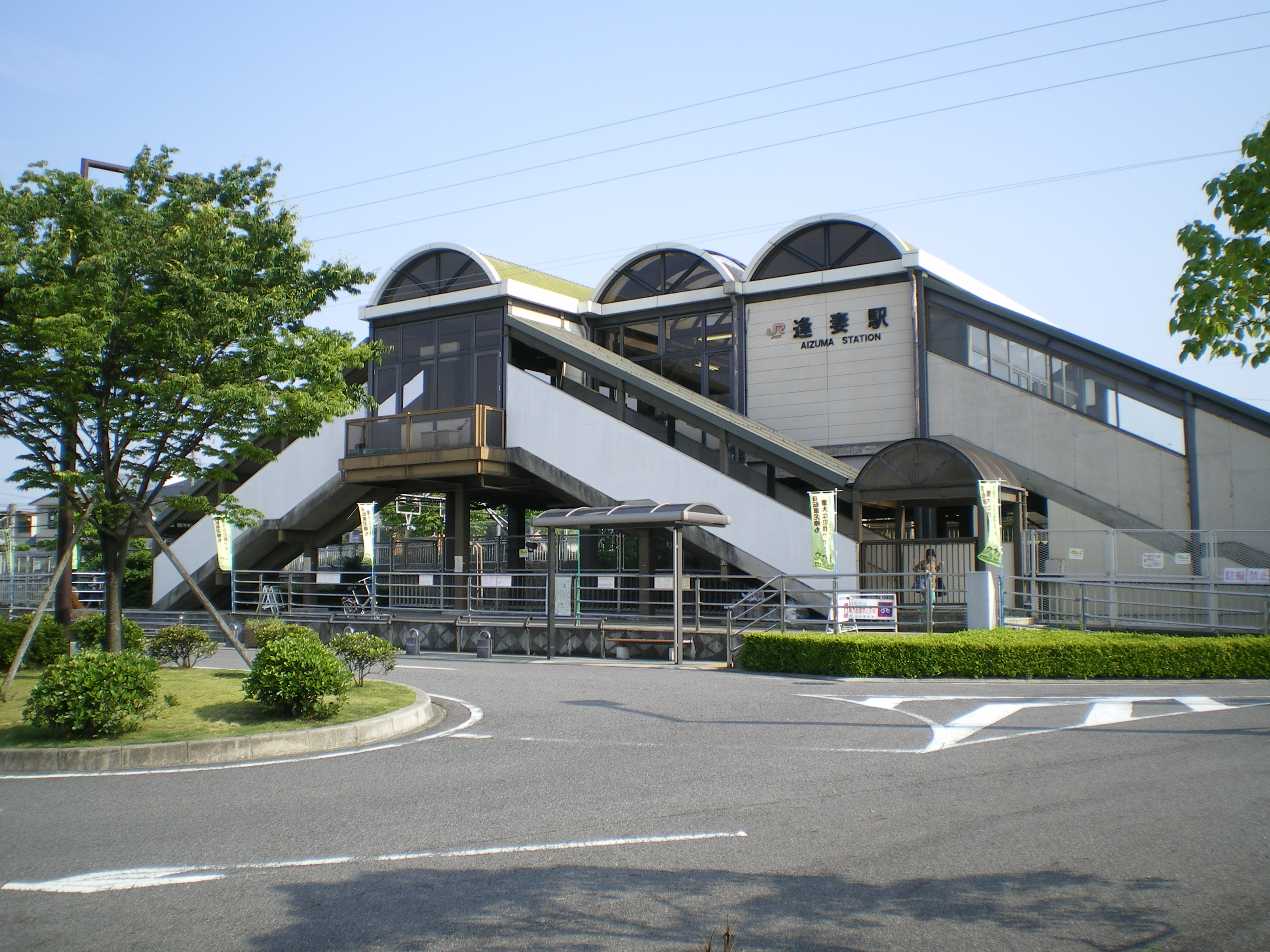
北口（2009年6月）

逢妻駅（あいづまえき）は、愛知県刈谷市熊野町二丁目にある、東海旅客鉄道（JR東海）東海道本線の駅である。駅番号はCA59。
運行形態の詳細は「東海道線 (名古屋地区)」を参照。

## 歴史
刈谷市が駅新設を要望した請願駅であり、建設費は全額負担した。
- 1988年（昭和63年）3月13日：東海旅客鉄道（JR東海）により、東海道本線の刈谷駅 - 大府駅間に新設開業[3]。
- 2006年（平成18年）11月25日：ICカード「TOICA」の利用が可能となる。
- 2016年（平成28年）2月6日：バリアフリー用の障がい者対応エレベーターと多目的トイレの供用を開始[7]。
- 2020年（令和2年）
  - 11月30日：JR全線きっぷうりばの営業を終了[8]。
  - 12月1日：集中旅客サービスシステム（現・お客様サポートサービス）の使用開始に伴い終日無人化[8][4]。

## 駅構造
相対式ホーム2面2線を有する地上駅。構内南側のホームが下り列車専用の1番線、北側のホームが上り列車専用の2番線となっている。南北を貫く橋上駅舎を備える。
お客様サポートサービスに対応した無人駅（管理駅は刈谷駅）である。駅舎内には自動券売機と自動改札機（TOICA対応）が設置されている。指定席券売機及び自動精算機は無いが、改札内にICカードチャージ機がある。
開業当初は南口側にしか駅前広場がなかったが、1999年（平成11年）に刈谷市が約4億1000万円をかけて北口駅前広場を新設した。

### のりば
| 番線 | 路線          | 方向 | 行先             |
| ---- | ------------- | ---- | ---------------- |
| 1    | CA 東海道本線 | 下り | 名古屋・大垣方面 |
| 2    | CA 東海道本線 | 上り | 岡崎・豊橋方面   |

（出典：JR東海:駅構内図）

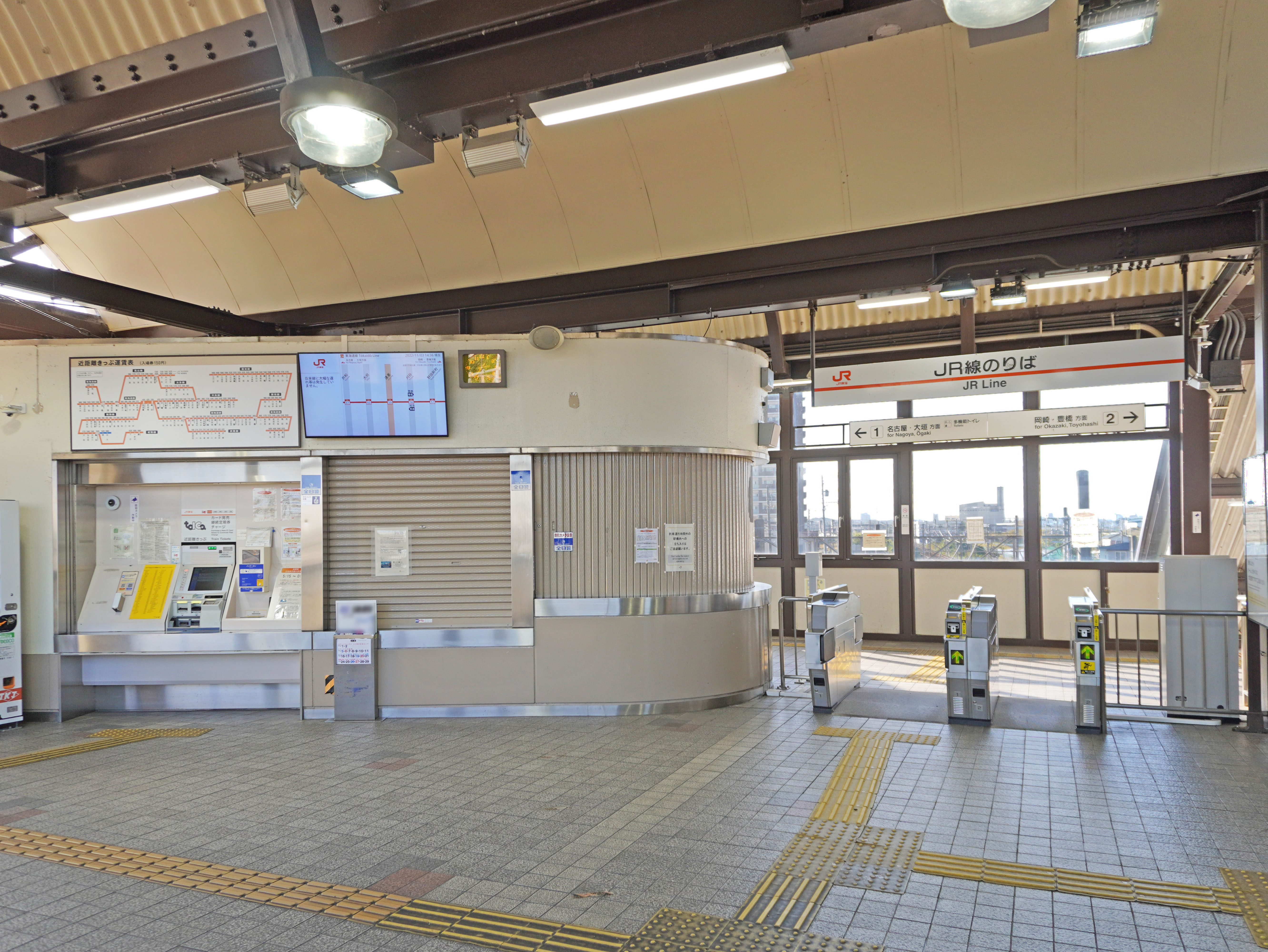
改札口（2022年11月）
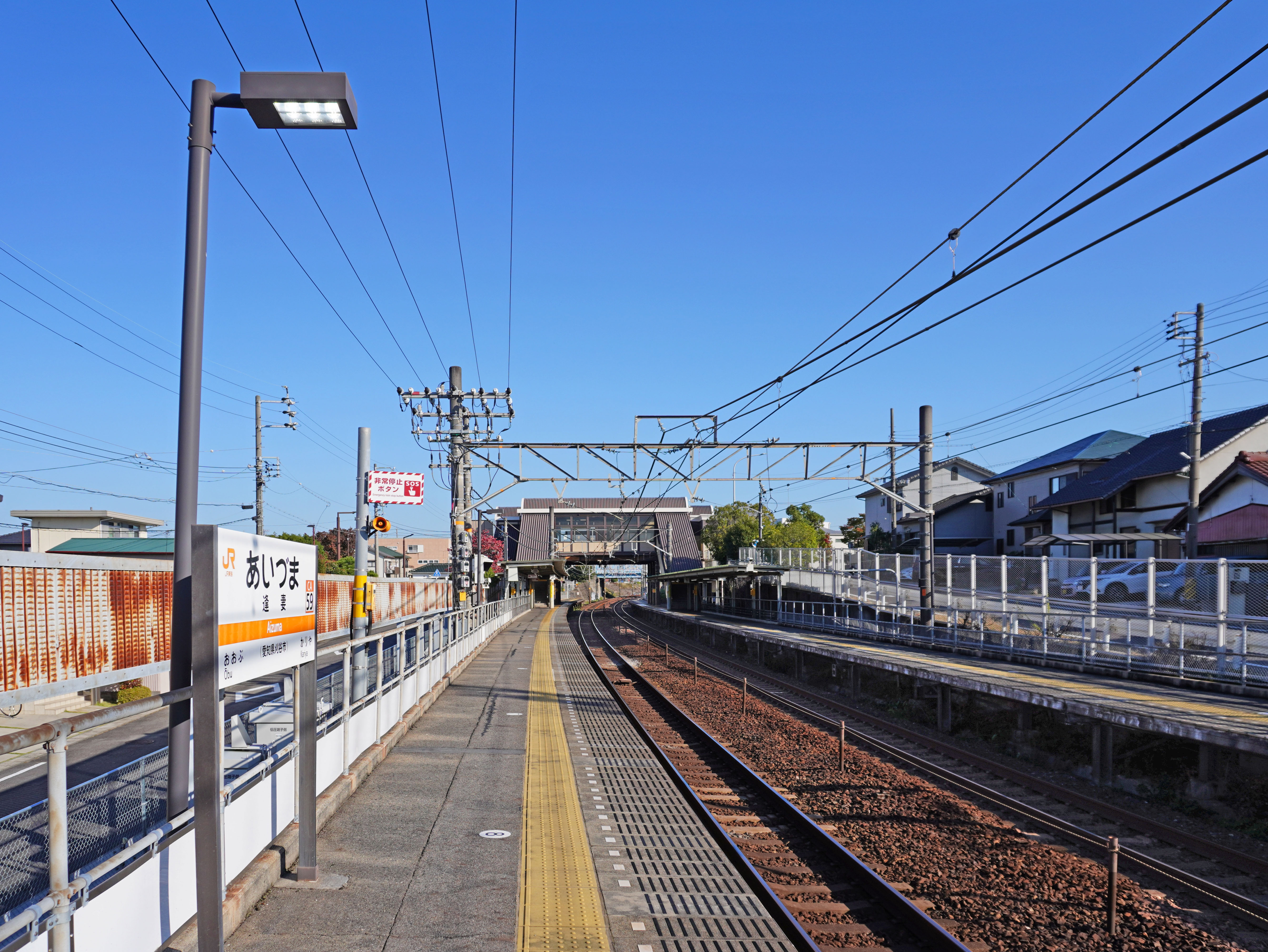
ホーム（2022年11月）
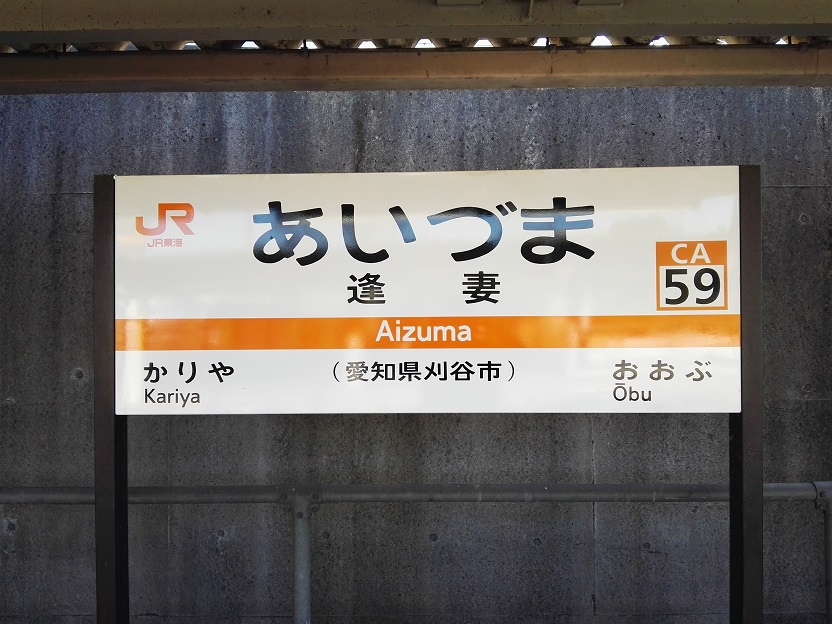
駅名標（2018年11月）

## 利用状況
「刈谷の統計」によると、当駅の一日平均乗車人員は以下の通り推移している。乗車人員は年間利用客数を365（閏年は366）で除したものである。
| 年度   | 一日平均 乗車人員 |
| ------ | ----------------- |
| 2005年 | 1,770             |
| 2006年 | 1,844             |
| 2007年 | 1,943             |
| 2008年 | 1,986             |
| 2009年 | 1,910             |
| 2010年 | 1,970             |
| 2011年 | 1,964             |
| 2012年 | 2,008             |
| 2013年 | 2,058             |
| 2014年 | 2,112             |
| 2015年 | 2,180             |
| 2016年 | 2,260             |
| 2017年 | 2,386             |
| 2018年 | 2,463             |
| 2019年 | 2,463             |
| 2020年 | 2,480             |
| 2021年 | 2,115             |
| 2022年 | 2,210             |

## 駅周辺

### 周辺の施設
- 亀城公園
- 刈谷市歴史博物館 - 2019年3月24日開館
- 愛知県立刈谷工科高等学校
- 刈谷市立刈谷東中学校
- 国道155号

### バス路線
「逢妻駅南口」停留所にて、以下のコミュニティバスが発着する。
- 刈谷市公共施設連絡バス（かりまる）
  - 6 東刈谷・逢妻線：東刈谷駅北口

## 隣の駅
東海旅客鉄道（JR東海）
CA 東海道本線
■特別快速・■新快速・■快速・■区間快速
通過
■普通
刈谷駅 (CA58) - 逢妻駅 (CA59) - 大府駅 (CA60)